# Leon Max Lederman
Leon Max Lederman (15. července 1922, New York, New York, USA – 3. října 2018, Rexburg, Idaho) byl americký fyzik.
V roce 1988 obdržel spolu s Jackem Steinbergerem a Melvinem Schwartzem Nobelovu cenu za fyziku za metodu neutrinového svazku a demonstraci existence leptonových dubletů objevem mionového neutrina.